# Bjarne Lindén
Curt Bjarne Lindén, född 20 oktober 1937 i Engelbrekts församling i Stockholm, död 17 juni 2016 i Eksjö distrikt i Jönköpings län, var en svensk läkare och läroboksförfattare.
Bjarne Lindén, vars far var frälsningsofficer, avlade studentexamen i Tranås. Han läste sedan medicin vid Lunds universitet, fick sin läkarlegitimation 1967 och blev specialist i allmänkirurgi och ortopedisk kirurgi. Han disputerade 1976 på en avhandling om sena besvär efter broskavstötningssjukdom i knäleden, och fortsatte därefter sin forskning, trots att han återvänt till Småland, varefter han utsågs till docent. Vidare utgav han 1984 läroboken Ortopedisk primärvård (1984), i samarbete med Bengt Hagstedt, vilken kom i en femte upplaga så sent som 2011.
Efter en tid som allmänkirurg i Västervik kom han till ortoped-kirurgiska kliniken vid Malmö allmänna sjukhus och 1977 till den nystartade ortopediska enheten på Höglandssjukhuset i Eksjö, där han sedan verkade som överläkare under många år. Efter pensioneringen fortsatte han sin läkargärning i Norge.
Under sin tid i Lund började han som musiker i Frälsningsarméns hornmusikkår och efter att han kommit till Eksjö var han engagerad i motsvarande musikkår i Tranås.
Bjarne Lindén gifte sig 1965 med Febe Johansson (född 1938) och fick barnen Mattias (född 1966) och Sofia (född 1969).